# Melanie Skillman
Melanie Skillman, z domu Soltysik, później Hull (ur. 23 września 1954 w Reading) – amerykańska łuczniczka sportowa. Brązowa medalistka olimpijska z Seulu (1988) w drużynie, mistrzyni Stanów Zjednoczonych (1985).
Na igrzyskach olimpijskich 1988 w Seulu indywidualnie zajęła 10. miejsce. Bez powodzenia próbowała dostać się do amerykańskiej drużyny olimpijskiej w 1980 i 1984 roku. W trakcie przygotowań do igrzysk pracowała w firmie Godiva Chocholates w rodzinnym mieście Reading.

## Osiągnięcia
Igrzyska olimpijskie
- drużynowo (1988)

Mistrzostwa Stanów Zjednoczonych
- indywidualnie (1985)
- indywidualnie (1987)